# بني يكرين (بني ياڭرين)
بني يكرين هي إحدى مشيخات المملكة المغربية، تتبع جغرافيا لإقليم سطات وإداريًا لبني ياڭرين. يقدر عدد سكانها بـ 11957 نسمة حسب الإحصاء الرسمي للسكان والسكنى لسنة 2004.